# هنا یوهانسون
هنا یوهانسون (به انگلیسی: Henna Johansson؛ زادهٔ ۱ مهٔ ۱۹۹۱) یک کشتی‌گیر آزادکار کشور سوئد است.
از افتخارات وی می‌توان به کسب دو مدال برنز مسابقات قهرمانی کشتی جهان ۲۰۱۰ و مسابقات قهرمانی کشتی جهان ۲۰۱۹ اشاره کرد. وی سابقه حضور در المپیک ۲۰۲۰ توکیو را دارد.